# Piper tutuilae
Piper tutuilae är en pepparväxtart som beskrevs av C. Dc.. Piper tutuilae ingår i släktet Piper och familjen pepparväxter. Inga underarter finns listade i Catalogue of Life.